# Poli (Olaszország)
Poli település Olaszországban, Lazio régióban, Róma megyében. Lakosainak száma 2220 fő (2023. január 1.). Poli Capranica Prenestina, Casape, Castel San Pietro Romano, Róma és San Gregorio da Sassola településekkel határos.

## Népesség
A település lakossága az elmúlt években az alábbi módon változott:
| Lakosok száma | 2425 | 2399 | 2220 |
|               | 2017 | 2018 | 2023 |